# Antonio Imbert Barrera

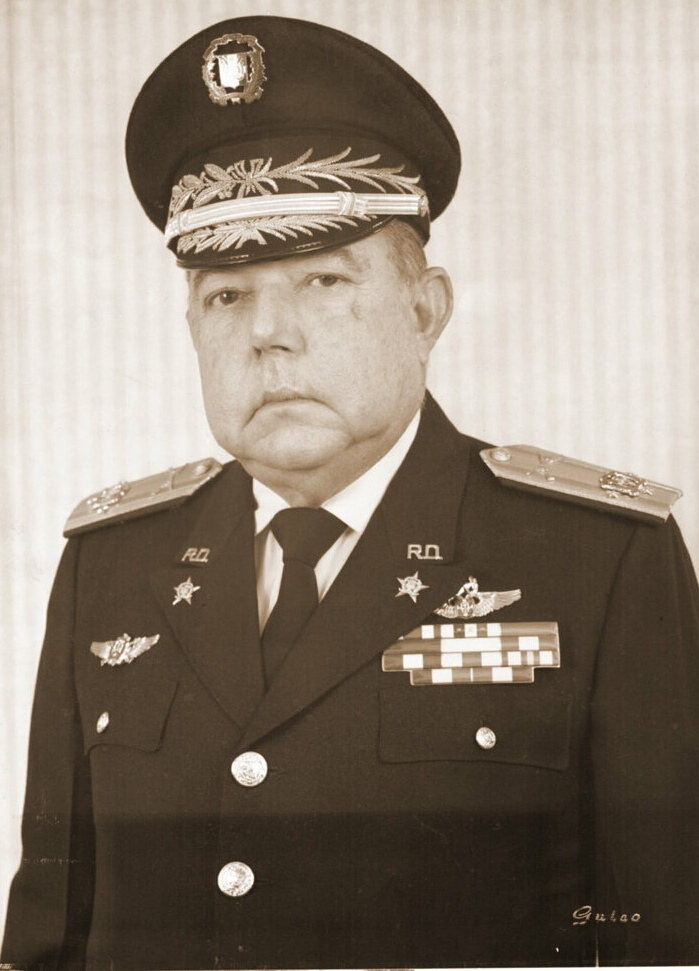
Antonio Imbert Barrera (1986)

Antonio Cosme Imbert Barrera (* 3. Dezember 1920 in Puerto Plata, Dominikanische Republik; † 31. Mai 2016 in Santo Domingo, Dominikanische Republik) war ein dominikanischer Zwei-Sterne-General (Generalmajor), Politiker und Nationalheld der Dominikanischen Republik. 1961 war er am Attentat auf den Diktator Rafael Trujillo beteiligt. Er war vom 7. Mai 1965 bis zum 30. August 1965 als Präsident des Gobierno de la Reconstrucción Nacional dominikanischer Staatspräsident (von den Revolutionären eingesetzter Staatspräsident war gleichzeitig Francisco Alberto Caamaño Deñó). 1967 überlebte er ein Attentat.

## Leben

### Jugend
Antonio Imbert Barrera entstammte einer reichen Familie mit militärischer Tradition aus der Provinz Puerto Plata im Norden des Inselstaates. Schon sein Vater, Brigadegeneral Segundo Manuel Imbert Mesnier (1876–1921), spielte eine führende Rolle in der Provinz, sein Großvater, Brigadegeneral Segundo Francisco Imbert (1837–1905), war Vizepräsident und Präsidentschaftskandidat der Dominikanischen Republik und kämpfte im Dominikanischen Restaurationskrieg, und sein Urgroßvater, Generalmajor José María Imbert (1798–1847), ein französischer Einwanderer, erstritt wichtige Siege im Dominikanischen Unabhängigkeitskrieg. Nach José María Imbert ist die Stadt Imbert, ein Verkehrsknotenpunkt in der Provinz Puerto Plata, benannt.
Der Vater starb drei Jahre nach seiner Geburt. Imbert wuchs als drittes von vier Geschwistern bei der Mutter María del Consuelo Barrera Steinkopf auf.
1940 wurde Imbert vom Diktator Rafael Trujillo als Gouverneur der Provinz Puerto Plata eingesetzt, aber bereits ein Jahr später vom Amt wieder entfernt, nachdem er Trujillo ein Telegramm mit den Namen der Überlebenden der misslungenen Invasion bei Luperón gesandt hatte.
Sein Bruder Segundo, auch er ein hoher Polizeioffizier, wurde 1956 vom Trujillo-Regime verhaftet und zu 30 Jahren Gefängnis verurteilt wegen des im Jahre 1943 verübten Mordes an Domingo Marión, einem Eisenbahninspektor, der eine Waffenlieferung von Verschwörern, zu denen Segundo Imbert gehörte, aufgedeckt hatte. Die Stiefschwester von Domingo Marión, Casilda Guzmán de Reyes, beschuldigte Antonio Imbert, den Mord in seiner Eigenschaft als Gouverneur der Provinz Puerto Plata vertuscht und an Stelle seines Bruders die Ehefrau Marións, Caró de Los Ángeles, des Mordes beschuldigt zu haben.

### Attentat auf Trujillo
Nach der Verhaftung seines Bruders schloss sich auch Antonio Imbert dem Widerstand an und wurde Mitglied der Verschwörergruppe, die am 30. Mai 1961 Trujillo tötete. Der Plan des Komplotts war, Trujillo in einer ersten Phase, unter der Führung von Antonio de la Maza Vásquez, gefangen zu nehmen und zum Regierungspalast zu bringen. In einer zweiten, unter der Führung des Ex-Generals Juan Tomás Díaz Quezada, sollte der Verteidigungsminister und Chef der Armee, José René Román Fernández („Pupo“) zum Chef einer gemischten zivil-militärischen Regierungsjunta ernannt und zum Staatspräsidenten ausgerufen werden. Trujillo und seine Familie sowie der amtierende Präsident, Joaquín Balaguer, sollten außer Landes gebracht, die politischen Gefangenen sofort befreit werden. Nicht gesichert ist, ob de la Maza und Imbert Barrera von Anfang an planten, Trujillo zu töten, oder ob der Plan vor Ort außer Kontrolle geriet. Imbert wies mehrmals darauf hin, dass er von Anfang an entschlossen gewesen sei, den Diktator zu töten. Die meisten andern Verschwörer gingen davon aus, dass der Plan war, Trujillo lebend gefangen zu nehmen.
Trujillo fuhr am 30. Mai 1961 wie fast jeden Tag am Abend zu seinem Landsitz in San Cristóbal, ohne Leibwache, nur in Begleitung seines Fahrers. Zwei Fahrzeuge sollten eine Barriere auf der Straße nach San Cristóbal bilden, um den Diktator zu stoppen und gefangen zu nehmen, eines, gefahren von Imbert Barrera, folgte dem Wagen Trujillos. De la Maza, der wegen seines vom Regime ermordeten Bruders Octavio das stärkste Motiv für eine persönliche Rache hatte, eröffnete jedoch beim Überholen des Wagens von Trujillo das Feuer, und es kam zu einem Schusswechsel zwischen der Gruppe und dem Diktator und seinem Fahrer. Imbert vermerkte später in seiner Beschreibung des Attentats, dass er den Feuerbefehl gegeben und die Schüsse abgegeben habe, die zum Tod Trujillos führten. Einige der Attentäter wurden verletzt, einer schwer. Den Fahrer Trujillos, den sie irrtümlicherweise ebenfalls für tot oder für geflohen hielten, ließen die Attentäter zurück, ebenso eines der Fahrzeuge wegen eines platten Reifens.
Für die zweite Phase des Komplotts versammelten sich die Verschwörer im Haus von Juan Tomás Díaz und versuchten erfolglos, mit José Román Kontakt aufzunehmen. Dieser musste in seinem Hauptquartier feststellen, dass weder Präsident Balaguer noch Héctor Trujillo seiner Einladung zu einer Krisensitzung folgten, und auch Virgilio Trujillo García, Kommandant des Luftwaffenstützpunkts San Isidro, seinem Befehl nicht gehorchte, Truppen in Marsch zu setzen. Er änderte darauf seine Taktik und nahm seine Rolle als loyales Mitglied der Familie Trujillo und als Kommandant des Militärs wieder ein, in der vergeblichen Hoffnung, seine Verwicklung ins Komplott bleibe verborgen. Der Plan, das trujillistische Regime und die Regierung Balaguer zu stürzen, war damit gescheitert.
Eine am Ort des Geschehens zurückgelassene Waffe, das stehengelassene Fahrzeug, der überlebende Fahrer des Diktators und insbesondere die Tatsache, dass der schwerverletzte Attentäter ins internationale Spital überführt werden musste und dort unter anderen die Teilnahme José Románs an der Verschwörung preisgab, erlaubten es dem Servicio de Inteligencia Militar (SIM), die meisten Verschwörer noch in der gleichen Nacht zu identifizieren. Aus Paris eilte der älteste Sohn des Diktators, Ramfis, herbei, um die Verfolgung und Bestrafung der Attentäter persönlich zu übernehmen.
Alle Verschwörer mit Ausnahme von Imbert und Luis Amiama Tió wurden getötet, manche von Ramfis Trujillo persönlich. Auch Imberts Bruder Segundo wurde, am 31. Mai 1961, auf Befehl von Ramfis Trujillo im Gefängnis erschossen. Imbert wurde vom Honorarkonsul Italiens zu einem italienischen Ehepaar, Mitarbeiter der italienischen Botschaft, gebracht, wo er sich verstecken konnte, bis er am 2. Dezember 1961, nachdem Ramfis Trujillo geflüchtet war und sich der Sturz der Regierung Balaguer abgezeichnet hatte, wieder ins öffentliche Leben zurückkehren konnte. Amiama konnte sich ebenfalls bis zum Sturz des Trujillo-Regimes verstecken.
Imbert und Amiama wurden zu Nationalhelden erklärt und zu Generalmajoren auf Lebenszeit ernannt. Wegen seiner Beteiligung am Attentat auf den Diktator hielt sich Imbert eine schwerbewaffnete Leibwache.
Im September 2013 forderte die „Stiftung der konstitutionalistischen Soldaten des 25. April 1965“ den Nationalen Kongress auf, die Möglichkeit zu sondieren, Imbert den Status als Nationalheld zu entziehen, da er gegen die Verfassung verstoßen habe.
Die Jahrestage der Ermordung Trujillos feierte Imbert jeweils, indem er die Schuhe und die Uhr anzog, die er beim Attentat getragen hatte.

### Politische Karriere
Von Januar 1962 bis Februar 1963, nach dem Sturz Balaguers, war Antonio Imbert Barrera Mitglied des siebenköpfigen Staatsrates unter dem Präsidenten Rafael Filiberto Bonelly. Am 20. Dezember 1962 wurden durch die neuen Machthaber Wahlen veranstaltet, die Juan Bosch in demokratisch einwandfreier Weise für sich entschied. Seine Regierung wurde jedoch nach wenigen Monaten wiederum von der Armee unter General Elías Wessin y Wessin abgesetzt. Ob auch Imbert in den Putsch involviert war, ist umstritten, er selbst bestritt es vehement. Der Putsch führte zu Unruhen und schließlich zum Dominikanischen Bürgerkrieg 1965.
Als am 25. April 1965 der Aufstand der „Konstitutionalisten“ unter den Obersten Vinicio Fernández Pérez, Giovanni Gutiérrez Ramírez, Rafael Fernández Domínguez und Francisco Alberto Caamaño Deñó ausbrach, die den verfassungsmäßigen Präsidenten Juan Bosch wiedereinsetzen wollten und den Präsidenten der konstituierenden Versammlung von 1963, José Rafael Molina Ureña, zum Staatspräsidenten ernannten, setzten die USA eine Marineeinheit zum Schutze und zur Evakuierung der im Land befindlichen US-Staatsbürger ein und ernannten am 1. Mai 1965 erst Pedro Bartolomé Benoit und am 7. Mai Imbert zum Präsidenten des von den USA unterstützten Gobierno de la Reconstrucción Nacional. Die Aufständischen erklärten ihrerseits, nachdem Molina und die andern konstitutionalistischen Obersten am 27. April 2015 bereits kapituliert hatten, Caamaño am 4. Mai 1965 zum Staatspräsidenten. Nachdem die Kämpfe sich intensiviert hatten, forderte der Gobierno de la Reconstrucción Nacional von den USA eine Invasion zur Niederschlagung der Aufständischen und Wiederherstellung der Ordnung. Die USA, welche die Bildung eines zweiten Kubas in ihrer Hemisphäre befürchteten, entsandten eine Eingreiftruppe, an der auch kleine, von der Organisation Amerikanischer Staaten gebildete Einheiten verschiedener Staaten teilnahmen. Im September wurde schließlich ein Friedensvertrag unterzeichnet, der den Bürgerkrieg beendete. Imbert und Caamaño traten Ende August/Anfang September zurück; als neuer provisorischer Präsident, mit dem Auftrag, demokratische Wahlen vorzubereiten, wurde Héctor García Godoy eingesetzt.
Der von manchen als Verräter beschimpfte Imbert, der eine der Bitten um die Invasion unterzeichnet hatte, verteidigte sich damit, dass er auf diese Weise viele tausend Menschenleben gerettet habe.
Am 21. März 1967 wurde er, als er mit seinem Leibwächter, Oberst Marino García, unterwegs war, bei einem vermutlich von Trujillo-Anhängern verübten Attentat angeschossen. Er überlebte und konnte noch selbst zu einem Spital fahren. Mit der Untersuchung des Falles betraute der seit dem 1. Juli 1966 wieder amtierende Präsident Joaquín Balaguer den zweiten Überlebenden der Jagd nach den Verschwörern vom 30. Mai 1991, Luis Amiama Tió. Die Täter konnten nicht ermittelt werden.
Imbert war von 1986 bis 1988 Verteidigungsminister im Kabinett des aus den USA ins Land zurückgekehrten Joaquín Balaguer; schon zuvor hatte auch sein Cousin zweiten Grades, Mario Imbert McGregor, dieses Amt bekleidet.

### Zivile Karriere
Nach der Schule arbeitete Imbert, ohne höhere Ausbildung, als Verwalter einer Zementfabrik und danach als Geschäftsführer einer Fabrik für Zitrusfrucht-Produkte. Er war auch Vizechef der nationalen Lotterie.
1989 wurde er zum Vorstandsvorsitzenden der Silbermine Rosario Dominicana ernannt.

### Privates und Tod
Am 15. Februar 1970 verlor Imbert beim Absturz einer Douglas DC-9 der Dominicana de Aviación über dem Karibischen Meer seine erste Ehefrau Guarina Tessón Hurtado, seine Tochter Leslie Imbert Tessón, eine bekannte Karate-Sportlerin, und seine Schwester Aída Imbert. Später heiratete er Maria Sánchez.
Imbert starb im Alter von 95 Jahren, nach Angaben seiner Nichte Carmen Imbert Brugal an den Komplikationen einer Lungenentzündung, im Centro de Diagnóstico Medicina Avanzada y Telemedicina (Cedimat) in Santo Domingo. Er hinterließ seine dritte Ehefrau, Giralda Busto Sánchez de Imbert, seine Söhne Antonio Imbert Tessón, ein früherer Polizeioffizier, und Oscar Imbert Tessón sowie einen Neffen, den er adoptiert hatte, Eduardo Domínguez Imbert. Ein Sohn, Manuel Imbert Sánchez, war wie die Tochter Leslie Imbert Tessón schon früher gestorben. Staatspräsident Danilo Medina ordnete eine dreitägige Staatstrauer an.
|  | |  |  |  |  |  |  |  |  |  |  |  |  |  |  |  |
|  | 16. Simon Imbert Le Plessis-Grammoire, Königreich Frankreich                                                               |  |  |  |  |  |  |  |  |  |  |  |  |  |  |  |
|  | |  |  |  |  |  |  |  |  |  |  |  |  |  |  |  |
|  | |  |  |  |  |  |  |  |  |  |  |  |  |  |  |  |
|  | 8. José María Bartolomé Imbert Duplessis (geb. Joseph Marie Barthélemy Imbert; 1798–1847) Le Plessis-Grammoire, Frankreich |  |  |  |  |  |  |  |  |  |  |  |  |  |  |  |
|  | |  |  |  |  |  |  |  |  |  |  |  |  |  |  |  |
|  | |  |  |  |  |  |  |  |  |  |  |  |  |  |  |  |
|  | 17. Marie Anne du Plessis Le Plessis-Grammoire, Königreich Frankreich                                                      |  |  |  |  |  |  |  |  |  |  |  |  |  |  |  |
|  | |  |  |  |  |  |  |  |  |  |  |  |  |  |  |  |
|  | |  |  |  |  |  |  |  |  |  |  |  |  |  |  |  |
|  | 4. Segundo Francisco Imbert del Monte (1837–1905) Moca, Dominikanische Republik                                            |  |  |  |  |  |  |  |  |  |  |  |  |  |  |  |
|  | |  |  |  |  |  |  |  |  |  |  |  |  |  |  |  |
|  | |  |  |  |  |  |  |  |  |  |  |  |  |  |  |  |
|  | 18. Francisco del Monte |  |  |  |  |  |  |  |  |  |  |  |  |  |  |  |
|  | |  |  |  |  |  |  |  |  |  |  |  |  |  |  |  |
|  | |  |  |  |  |  |  |  |  |  |  |  |  |  |  |  |
|  | 9. María Francisca del Monte Sánchez (1807–1876) Moca, Französisch Santo Domingo                                           |  |  |  |  |  |  |  |  |  |  |  |  |  |  |  |
|  | |  |  |  |  |  |  |  |  |  |  |  |  |  |  |  |
|  | |  |  |  |  |  |  |  |  |  |  |  |  |  |  |  |
|  | 19. María Sánchez |  |  |  |  |  |  |  |  |  |  |  |  |  |  |  |
|  | |  |  |  |  |  |  |  |  |  |  |  |  |  |  |  |
|  | |  |  |  |  |  |  |  |  |  |  |  |  |  |  |  |
|  | 2. Segundo Manuel Imbert Mesnier (1876–1921) Puerto Plata, Dominikanische Republik                                         |  |  |  |  |  |  |  |  |  |  |  |  |  |  |  |
|  | |  |  |  |  |  |  |  |  |  |  |  |  |  |  |  |
|  | |  |  |  |  |  |  |  |  |  |  |  |  |  |  |  |
|  | 10. Antonio Mesnier Antoinet (geb. Antoin Mesnier) Frankreich                                                              |  |  |  |  |  |  |  |  |  |  |  |  |  |  |  |
|  | |  |  |  |  |  |  |  |  |  |  |  |  |  |  |  |
|  | |  |  |  |  |  |  |  |  |  |  |  |  |  |  |  |
|  | 5. Manuela Mesnier Román (1842–1893) Puerto Plata, Cibao, Haitianisch Santo Domingo                                        |  |  |  |  |  |  |  |  |  |  |  |  |  |  |  |
|  | |  |  |  |  |  |  |  |  |  |  |  |  |  |  |  |
|  | |  |  |  |  |  |  |  |  |  |  |  |  |  |  |  |
|  | 11. Felipa Román |  |  |  |  |  |  |  |  |  |  |  |  |  |  |  |
|  | |  |  |  |  |  |  |  |  |  |  |  |  |  |  |  |
|  | |  |  |  |  |  |  |  |  |  |  |  |  |  |  |  |
|  | 1. Antonio Cosme Imbert Barrera (1920–2016) Puerto Plata, Dominikanische Republik                                          |  |  |  |  |  |  |  |  |  |  |  |  |  |  |  |
|  | |  |  |  |  |  |  |  |  |  |  |  |  |  |  |  |
|  | |  |  |  |  |  |  |  |  |  |  |  |  |  |  |  |
|  | 12. Modesto de la Barrera Luaces Spanien                                                                                   |  |  |  |  |  |  |  |  |  |  |  |  |  |  |  |
|  | |  |  |  |  |  |  |  |  |  |  |  |  |  |  |  |
|  | |  |  |  |  |  |  |  |  |  |  |  |  |  |  |  |
|  | 6. Antonio de la Barrera Pasarín (1844–1920) Spanien                                                                       |  |  |  |  |  |  |  |  |  |  |  |  |  |  |  |
|  | |  |  |  |  |  |  |  |  |  |  |  |  |  |  |  |
|  | |  |  |  |  |  |  |  |  |  |  |  |  |  |  |  |
|  | 13. Francisca Pasarín Ibáñez Spanien                                                                                       |  |  |  |  |  |  |  |  |  |  |  |  |  |  |  |
|  | |  |  |  |  |  |  |  |  |  |  |  |  |  |  |  |
|  | |  |  |  |  |  |  |  |  |  |  |  |  |  |  |  |
|  | 3. María del Consuelo Barrera Steinkopf (1894–1980) Puerto Plata, Dominikanische Republik                                  |  |  |  |  |  |  |  |  |  |  |  |  |  |  |  |
|  | |  |  |  |  |  |  |  |  |  |  |  |  |  |  |  |
|  | |  |  |  |  |  |  |  |  |  |  |  |  |  |  |  |
|  | 28. Christoph Ludwig Gottfried Steinkopf (1776–?) Stuttgart, Heiliges Römisches Reich                                      |  |  |  |  |  |  |  |  |  |  |  |  |  |  |  |
|  | |  |  |  |  |  |  |  |  |  |  |  |  |  |  |  |
|  | |  |  |  |  |  |  |  |  |  |  |  |  |  |  |  |
|  | 14. Carlos Luis Geraldo Steinkopf Bauer (1830–1862) Königreich Württemberg                                                 |  |  |  |  |  |  |  |  |  |  |  |  |  |  |  |
|  | |  |  |  |  |  |  |  |  |  |  |  |  |  |  |  |
|  | |  |  |  |  |  |  |  |  |  |  |  |  |  |  |  |
|  | 29. Adelaide Bauer Heiliges Römisches Reich                                                                                |  |  |  |  |  |  |  |  |  |  |  |  |  |  |  |
|  | |  |  |  |  |  |  |  |  |  |  |  |  |  |  |  |
|  | |  |  |  |  |  |  |  |  |  |  |  |  |  |  |  |
|  | 7. Adriana Isabel Steinkopf Jannaut (1858–1909) Puerto Plata, Dominikanische Republik                                      |  |  |  |  |  |  |  |  |  |  |  |  |  |  |  |
|  | |  |  |  |  |  |  |  |  |  |  |  |  |  |  |  |
|  | |  |  |  |  |  |  |  |  |  |  |  |  |  |  |  |
|  | 30. Frankreich Juan Amado Jannaut (geb. Jean Aimé Jannaut; ca. 1805– ?) Frankreich                                         |  |  |  |  |  |  |  |  |  |  |  |  |  |  |  |
|  | |  |  |  |  |  |  |  |  |  |  |  |  |  |  |  |
|  | |  |  |  |  |  |  |  |  |  |  |  |  |  |  |  |
|  | 15. Luisa Cornelia Jannaut Arredondo                                                                                       |  |  |  |  |  |  |  |  |  |  |  |  |  |  |  |
|  | |  |  |  |  |  |  |  |  |  |  |  |  |  |  |  |
|  | |  |  |  |  |  |  |  |  |  |  |  |  |  |  |  |
|  | 31. Gumercinda Arredondo (ca. 1813– ?)                                                                                     |  |  |  |  |  |  |  |  |  |  |  |  |  |  |  |
|  | |  |  |  |  |  |  |  |  |  |  |  |  |  |  |  |
|  | |  |  |  |  |  |  |  |  |  |  |  |  |  |  |  |